# Magyarország zászlóinak képtára
Ez a galéria Magyarország jelenlegi és történelmi zászlóit mutatja be.

## Jelenlegi zászlók

### Nemzeti zászlók
| Zászló                | Dátum               | Használat                                         | Leírás | Arány |
| --------------------- | ------------------- | ------------------------------------------------- | --- | ----- |
|                       | 1848. április 11. – | Polgári zászló                                    | Három egyenlő szélességű piros, fehér és zöld színű vízszintes sáv.                                            | 1:2   |
| 1957. május 23. –     | Állami zászló       |                                                   | Három egyenlő szélességű piros, fehér és zöld színű vízszintes sáv.                                            | 1:2   |
| 1957. május 23. –     | Hadizászló          |                                                   | Három egyenlő szélességű piros, fehér és zöld színű vízszintes sáv.                                            | 1:2   |
|                       | 1848. április 11. – | Polgári zászló                                    | Három egyenlő szélességű piros, fehér és zöld színű vízszintes sáv.                                            | 2:3   |
| 1957. augusztus 18. – | Polgári lobogó      |                                                   | Három egyenlő szélességű piros, fehér és zöld színű vízszintes sáv.                                            | 2:3   |
| 1990 –                | Állami lobogó       |                                                   | Három egyenlő szélességű piros, fehér és zöld színű vízszintes sáv.                                            | 2:3   |
|                       | 1990 –              | Nem hivatalos állami zászló                       | Három egyenlő szélességű piros, fehér és zöld színű vízszintes sáv, középen a koronás kiscímerrel.             | 1:2   |
|                       | 1990 –              | Nem hivatalos polgári zászló                      | Három egyenlő szélességű piros, fehér és zöld színű vízszintes sáv, a fehér sáv közepén a koronás kiscímerrel. | 2:3   |
|                       | 1957. május 23. –   | Állami zászló (függőleges változat)               | Három egyenlő szélességű piros, fehér és zöld színű vízszintes sáv.                                            | 2:1   |
|                       | 1957. május 23. –   | Állami zászló (függőleges változat)               | Három egyenlő szélességű piros, fehér és zöld színű függőleges sáv.                                            | 2:1   |
|                       | 1990 –              | Nem hivatalos állami zászló (függőleges változat) | Három egyenlő szélességű piros, fehér és zöld színű függőleges sáv, a fehér sáv közepén a koronás kiscímerrel. | 2:1   |

### Kormányzati zászlók
| Zászló | Dátum          | Használat                          | Leírás                                                        | Arány |
| ------ | -------------- | ---------------------------------- | ------------------------------------------------------------- | ----- |
|        | 1950-es évek – | Folyamrendészeti (hatósági) lobogó | Fehér színű lengő, középen egy kék szegélyű fehér rombusszal. | 3:5   |

### Katonai zászlók
| Zászló | Dátum             | Használat                                    | Leírás | Arány |
| ------ | ----------------- | -------------------------------------------- | --- | ----- |
|        | 2012. január 7. – | A Magyar Honvédség főparancsnokának zászlaja | Piros és zöld színű lángnyelvekkel szegélyezett fehér színű zászló, középen a két angyal által tartott koronás kiscímerrel. | 2:3   |

#### Hadsereg zászlói
| Zászló | Dátum               | Használat                                           | Leírás | Arány |
| ------ | ------------------- | --------------------------------------------------- | --- | ----- |
|        | 2012–               | A Magyar Honvédség zászlaja                         | Fehér színű zászló, középen a Magyar Honvédség jelképével.                                                                      | 2:3   |
|        | 1991. március 15. – | A Magyar Honvédség 1990 M. (mintájú) csapatzászlója | Piros és zöld színű lángnyelvekkel szegélyezett fehér színű zászló, középen a cserfa- és olajággal övezett koronás kiscímerrel. | 3:4   |
|        | 2001. január 1. –   | A Nemzeti Lovas Díszegység zászlaja                 | Piros és zöld színű éksorral (farkasfogakkal) szegélyezett fehér színű zászló, középen a koronás kiscímerrel.                   | 1:1   |

#### Tengerészeti lobogók
| Zászló | Dátum | Használat                  | Leírás | Arány  |
| ------ | ----- | -------------------------- | --- | ------ |
|        | 1991– | Hadilobogó                 | Piros és zöld színű éksorral (farkasfogakkal) szegélyezett fehér színű lobogó, a rúd felőli részen a koronás kiscímerrel. | 3:4    |
|        | 1991– | Hadilobogó                 | Piros és zöld színű éksorral (farkasfogakkal) szegélyezett fehér színű lobogó, a rúd felőli részen a koronás kiscímerrel. | 4:5    |
|        | 1991– | Rangidős parancsnoki lengő | Piros és zöld színű éksorral (farkasfogakkal) szegélyezett fehér színű lengő, a rúd felőli részen a koronás kiscímerrel.  | 3:4    |
|        | 1991– | Miniszteri lengő           | Három egyenlő szélességű piros, fehér és zöld színű függőleges sávból álló fecskefarkas lengő.                            | 3:4    |
|        | 1991– | Árbócszalag                | Három egyenlő szélességű piros, fehér és zöld színű függőleges sávból álló szalag.                                        | 21:200 |

### Közigazgatási egységek zászlói

#### Vármegyék zászlói
| Zászló | Dátum                 | Használat                                | Leírás | Arány   |
| ------ | --------------------- | ---------------------------------------- | --- | ------- |
|        | 1991. október 10. –   | Bács-Kiskun vármegye zászlaja            | Két egyenlő szélességű kék és fehér színű vízszintes sáv, középen a vármegye címerével.                                                                  | 1:2     |
|        | 1991. május 27. –     | Baranya vármegye zászlaja                | Zöld színű zászló, középen a megye címerével és „Baranya megye” felirattal.                                                                              | 1:2     |
|        | 1992. március 27. –   | Békés vármegye zászlaja                  | Két egyenlő szélességű kék és fehér színű vízszintes sáv, középen a vármegye címerével és „Békés megye” felirattal.                                      | 2:3     |
|        | 1991. augusztus 29. – | Borsod-Abaúj-Zemplén vármegye zászlaja   | Két egyenlő szélességű kék és piros színű vízszintes sáv, középen a vármegye címerével.                                                                  | 1:2     |
|        | 1991. június 15. –    | Csongrád-Csanád vármegye zászlaja        | Zöld színű zászló, középen a megye címerével és „Csongrád megye” felirattal.                                                                             | 1:2     |
|        | 1992. március 13. –   | Fejér vármegye zászlaja                  | Két egyenlő szélességű sárga és zöld színű vízszintes sáv, középen a megye címerével.                                                                    | 2:3     |
|        | 1991. december 28. –  | Győr-Moson-Sopron vármegye zászlaja      | Két egyenlő szélességű piros és kék színű vízszintes sáv, középen a vármegye címerével.                                                                  | 1:2     |
|        | 1991. december 31. –  | Hajdú-Bihar vármegye zászlaja            | Kék és sárga színű éksorral (farkasfogakkal) szegélyezett fehér színű lobogó, középen a megye címerével.                                                 | 1:2     |
|        | 1991. október 22. –   | Heves vármegye zászlaja                  | Zöld színű zászló, középen a vármegye címerével. | 7:10    |
|        | 1991. február 8. –    | Jász-Nagykun-Szolnok vármegye zászlaja   | Két egyenlő szélességű kék és fehér színű vízszintes sáv, középen a vármegye címerével és „Jász-Nagykun-Szolnok megye” felirattal.                       | 1:2     |
|        | 1991. március 21. –   | Komárom-Esztergom vármegye zászlaja      | Fehér színű zászló, középen a vármegye címerével és „Komárom-Esztergom megye” felirattal.                                                                | 2:3     |
|        | 1991. június 27. –    | Nógrád vármegye zászlaja                 | Kék színű zászló, a rúd felőli részen a vármegye címerével és „Nógrád a közügyért” felirattal.                                                           | 100:149 |
|        | 1991. január 25. –    | Pest vármegye zászlaja                   | Két egyenlő szélességű kék és fehér színű vízszintes sáv, a rúd felőli részen a megye címerével.                                                         | 1:2     |
|        | 1992. május 21. –     | Somogy vármegye zászlaja                 | Két egyenlő szélességű kék és sárga színű vízszintes sáv, a rúd felőli részen a vármegye címerével és „Somogy megye” felirattal.                         | 2:3     |
|        | 1992. szeptember 7. – | Szabolcs-Szatmár-Bereg vármegye zászlaja | Kék és piros színű éksorral (farkasfogakkal) szegélyezett fehér színű lobogó, középen a vármegye címerével és „Szabolcs-Szatmár-Bereg megye” felirattal. | 2:3     |
|        | 1991. április 27. –   | Tolna vármegye zászlaja                  | Két egyenlő szélességű kék és fehér színű vízszintes sáv, középen a vármegye címerével és „Tolna megye” felirattal.                                      | 2:3     |
|        | 1991. május 31. –     | Vas vármegye zászlaja                    | Két egyenlő szélességű fehér és kék színű vízszintes sáv, középen a megye címerével és „Vas megye” felirattal.                                           | 1:2     |
|        | 1991. július 5. –     | Veszprém vármegye zászlaja               | Két egyenlő szélességű fehér és zöld színű vízszintes sáv, a rúd felőli részen a vármegye címerével.                                                     | 2:3     |
|        | 2010. július 9. –     | Zala vármegye zászlaja                   | Két egyenlő szélességű kék és fehér színű vízszintes sáv, középen a vármegye címerével és „Zala megye” felirattal.                                       | 1:2     |

#### Budapest  zászlaja
| Zászló | Dátum                  | Használat         | Leírás | Arány |
| ------ | ---------------------- | ----------------- | --- | ----- |
|        | 2011. szeptember 15. – | Budapest zászlaja | Piros és zöld színű éksorral (farkasfogakkal) szegélyezett fehér színű zászló, középen a város címerével. | 2:3   |
|        | 2011. szeptember 15. – | Budapest zászlaja | Piros és zöld színű éksorral (farkasfogakkal) szegélyezett fehér színű zászló, középen a város címerével. | 2:1   |

#### Vármegye-székhelyek zászlói
| Zászló | Használat               | Leírás | Arány |
| ------ | ----------------------- | --- | ----- |
|        | Kecskemét zászlaja      | 3 függőleges sáv, a szélei pirosak, a közepe fehér, ezen belül pedig Kecskemét címere található. | 2:3   |
|        | Pécs zászlaja           | Két egyenlő szélességű kék és sárga vízszintes sáv, középen Pécs címerével. | 2:3   |
|        | Békéscsaba zászlaja     | Babakék zászló, középen Békéscsaba címerével. | 2:3   |
|        | Miskolc zászlaja        | Piros éksorral (farkasfogakkal) szegélyezett sárga zászló, középen Miskolc címerével. | 1:2   |
|        | Szeged zászlaja         | Zománckék zászló, középen Szeged címerével. | 1:2   |
|        | Székesfehérvár zászlaja | Két egyenlő szélességű sötétkék és bordó vízszintes sáv, középen Székesfehérvár címerével. | 3:5   |
|        | Győr zászlaja           | Fölül és alul sötétkék és vörös színű éksorral (farkasfogakkal) szegélyezett fehér zászló, középen győr címerével, alatta a "Győr" felirat található.                                               | 1:2   |
|        | Debrecen zászlaja       | Vízszintes téglalap alakú, három 1/4-2/4-1/4 arányú, kék-sárga-kék színű vízszintes sávból álló zászló.                                                                                             | 2:3   |
|        | Eger zászlaja           | Két egyenlő szélességű piros és kék vízszintes sáv, középen Eger címerével. | 1:2   |
|        | Szolnok zászlaja        | Két egyenlő szélességű sárga és kék vízszintes sávból álló zászló. | 1:2   |
|        | Tatabánya zászlaja      | Zöld éksorral (farkasfogakkal) szegélyezett fehér zászló, középen Tatabánya címerével. | 2:3   |
|        | Salgótarján zászlaja    | A zászlórúd felől nézve első harmadában ezüst alapon álló helyzetben Salgótarján címere, alatta pedig a "Salgótarján" felirat, a második és harmadik harmadában fekete alapon három ezüst pólyával. | 2:3   |
|        | Kaposvár zászlaja       | Sárga zászló, középen Kaposvár címere, felette pedig a "Kaposvár" szürke felirat található. | 1:2   |
|        | Nyíregyháza zászlaja    | Két egyenlő szélességű kék és piros vízszintes sáv, középen Nyíregyháza címerével, alatta arany betűkkel a "Nyíregyháza" felirat található.                                                         | 1:2   |
|        | Szekszárd zászlaja      | Zománckék zászló, középen Szekszárd címerével, felette arany betűkkel a "Szekszárd" felirat található..                                                                                             | 1:2   |
|        | Szombathely zászlaja    | Királykék zászló, középen Szombathely címerével. | 1:2   |
|        | Veszprém zászlaja       | Két egyenlő szélességű kék és piros vízszintes sáv, középen Veszprém címerével. | 2:3   |
|        | Zalaegerszeg zászlaja   | Babakék zászló, középen Zalaegerszeg címerével, alatta arany betűkkel a "Zalaegerszeg" felirat található.                                                                                           | 1:2   |

### Egyéb zászlók

#### Politikai zászlók
| Zászló | Dátum          | Használat                                       | Leírás | Arány |
| ------ | -------------- | ----------------------------------------------- | --- | ----- |
|        | 1993–          | A Magyar Igazság és Élet Pártja zászlaja        | Piros és zöld színű éksorral (farkasfogakkal) szegélyezett fehér színű zászló, középen a párt logójával.                                                             | 2:3   |
|        | 1997–          | A Magyar Kereszténydemokrata Szövetség zászlaja | Piros és zöld színű zászló, a rúd felőli részen fehér színű latin kereszttel, mellette „Magyar Kereszténydemokrata Szövetség” felirattal.                            | ~ 2:5 |
|        | 2000-es évek – | A Fidesz zászlaja                               | Fehér színű zászló, középen a párt logójával. | 2:3   |
|        | 2000-es évek – | A Jobbik zászlaja                               | Piros és zöld színű éksorral (farkasfogakkal) szegélyezett fehér színű zászló, középen a párt logójával.                                                             | 3:2   |
|        | 2008–2017      | A Pax Hungarica Mozgalom zászlaja               | Kilenc egyenlő szélességű piros és fehér színű vízszintes sáv (Árpád-sáv), a rúd felőli harmadban vörös mezőben egy fehér szegélyű zöld rombuszon fehér „H” betűvel. | 1:2   |
|        | 2009–          | A Civil Összefogás Fórum zászlaja               | Piros és zöld színű éksorral (farkasfogakkal) szegélyezett fehér színű zászló, középen „CÖF” és „Civil Összefogás Fórum” feliratokkal.                               | 3:5   |
|        | 2012–          | A Magyar Szocialista Párt zászlaja              | Vörös színű zászló, középen „mszp” felirattal. | 2:3   |
|        | 2012–          | Az Együtt – a Korszakváltók Pártja zászlaja     | Fehér színű zászló, középen a párt logójával. | 2:3   |
|        | 2013–          | A Magyar Hajnal Mozgalom zászlaja               | Kilenc egyenlő szélességű piros és fehér színű vízszintes sáv (Árpád-sáv), a rúd felőli részen, vörös mezőben, egy fehér körben fekete triskelion.                   | 2:3   |
|        | 2013–          | A Magyar Liberális Párt zászlaja                | Világoskék színű zászló, a rúd felőli részen a párt logójával, valamint "Liberálisok" és "Magyar Liberális Párt" feliratokkal.                                       | 2:3   |
|        | 2013–          | A Modern Magyarország Mozgalom zászlaja         | Fehér színű zászló, középen a párt logójával, valamint négy piros, zöld, kék és sárga színű négyzettel a lengő részen.                                               | 2:3   |

#### Szervezetek zászlói
| Zászló | Dátum | Használat                                | Leírás | Arány |
| ------ | ----- | ---------------------------------------- | --- | ----- |
|        | 1999– | A Magyar Államvasutak zászlaja           | Fehér színű zászló egy vékony kék sávval az alsó részen, a fehér mező közepén a vállalat logójával.                                  | 2:3   |
|        | 1999– | A Magyar Államvasutak zászlaja           | Fehér színű zászló egy vékony kék sávval az alsó részen, a fehér mező közepén a vállalat logójával.                                  | 3:2   |
|        | 2003– | A Magyarországi Zászló Társaság zászlaja | Három egyenlő szélességű fehér, zöld és fehér színű vízszintes sáv, a rúd felőli részen egy piros színű egyenlő oldalú háromszöggel. | 2:3   |

#### Vállalati lobogók
| Zászló | Dátum | Használat                         | Leírás | Arány |
| ------ | ----- | --------------------------------- | --- | ----- |
|        | 2001– | A Balatoni Hajózási Zrt. lobogója | Hét egyenlő szélességű, sárga szegélyű kék és fehér színű vízszintes sáv, a felsőszögben piros mezőben „BH” felirattal. | 3:5   |

#### Jacht klubok lobogói
| Zászló | Dátum          | Használat                                | Leírás | Arány |
| ------ | -------------- | ---------------------------------------- | --- | ----- |
|        | 2000-es évek – | A Magyar Vitorlás Szövetség lobogója     | Piros színű zászló, rajta egy fehér szegélyű zöld színű skandináv kereszten a koronás kiscímerrel.                                                       | 5:8   |
|        | 1957–          | A Fertő tavi Vitorlás Szövetség lobogója | Piros keretű kék színű zászló, középen egy sárga színű kereszttel.                                                                                       | 2:3   |
|        | 1912–          | A Balatoni Yacht Club lengője            | Sárga színű lengő, középen egy fehér szegélyű kék színű villás kereszttel.                                                                               | 3:5   |
|        | 1933–          | A Hungária Yacht Club lengője            | Kék színű lengő, középen egy fehér szegélyű piros színű skandináv kereszttel.                                                                            | 3:5   |
|        | 1990–          | A Spartacus Vitorlás Egylet lengője      | Piros színű lengő, középen egy kék szegélyű fehér színű skandináv kereszten a Szent Koronával és egy sárga színű, kötéllel körülfont kétkarú horgonnyal. | 3:4   |
|        | 1993–          | A BS-Fűzfő Vitorlás Klub lengője         | Zöld színű lengő, középen egy fehér színű skandináv kereszttel.                                                                                          | ~ 4:7 |
|        | 1994–          | A Földvár Yacht Club lengője             | Fehér színű lengő, középen egy fehér szegélyű kék színű skandináv kereszten elhelyezett fehér körben „FYC” felirattal.                                   | ~ 1:2 |
|        | 1996–          | A Balatonfüredi Yacht Club lengője       | Kék színű lengő, középen egy fehér színű kereszttel, valamint a felsőszögben a Szent Koronával.                                                          | 3:5   |

#### Határon túli magyar kisebbségek zászlói
| Zászló | Dátum                  | Használat                     | Leírás | Arány |
| ------ | ---------------------- | ----------------------------- | --- | ----- |
|        | 2004. január 17. –     | Székelyföld zászlaja          | Kék színű zászló, középen egy aranyszínű sávval, valamint a felsőszögben egy aranyszínű nyolcágú csillaggal és egy ezüst színű holdsarlóval.                                | 2:3   |
|        | 2005. szeptember 23. – | A vajdasági magyarok zászlaja | Három egyenlő szélességű piros, fehér és zöld színű vízszintes sáv, középen a koronás kiscímerrel.                                                                          | 2:3   |
|        | 2015. május 16. –      | A Partium zászlaja            | Fehér színű zászló, a alső harmadban nyolc egyenlő szélességű piros és fehér színű vízszintes sávval (Árpád-sáv), valamint a felsőszögben egy piros színű kettőskereszttel. | 2:3   |

## Történelmi zászlók

### Nemzeti zászlók
| Zászló | Dátum                                                                      | Használat                                                                                        | Leírás | Arány |
| ------ | -------------------------------------------------------------------------- | ------------------------------------------------------------------------------------------------ | --- | ----- |
|        | 895–1000                                                                   | A Magyar Fejedelemség zászlaja                                                                   | Vörös színű fecskefarkas zászló. | —     |
|        | 1000–1038. augusztus 15.                                                   | A Magyar Királyság zászlaja                                                                      | Vörös színű fecskefarkas zászló. | —     |
|        | 1046–1172                                                                  | A Magyar Királyság zászlaja                                                                      | Vörös színű zászló, középen egy fehér latin kereszttel. | —     |
|        | 1172–1196                                                                  | A Magyar Királyság zászlaja                                                                      | Vörös színű zászló, középen egy fehér kettőskereszttel. | —     |
|        | 13. század – 1301                                                          | A Magyar Királyság zászlaja                                                                      | Vörös színű zászló, középen egy zöld hármashalmon álló fehér kettőskereszttel. | —     |
|        | 13. század – 1301                                                          | Az Árpád-ház zászlaja                                                                            | Nyolc egyenlő szélességű piros és fehér színű vízszintes sáv (Árpád-sáv). | —     |
|        | 1301–1382                                                                  | A Magyar Királyság zászlaja                                                                      | Nyolc egyenlő szélességű piros és fehér színű vízszintes sáv (Árpád-sáv), a rúd felőli részen kék mezőben sárga liliom mintázat. | —     |
|        | 1387–1437                                                                  | A Magyar Királyság zászlaja                                                                      | Vörös színű, negyedelt zászló; az első és negyedik negyedben nyolc egyenlő szélességű fehér és piros színű vízszintes sávval (Árpád-sáv), a második negyedben egy fehér sassal, a harmadik mezőben egy ágaskodó fehér oroszlánnal. | —     |
|        | 1440–1444                                                                  | A Magyar Királyság zászlaja                                                                      | Vörös színű, negyedelt zászló; az első és negyedik negyedben nyolc egyenlő szélességű fehér és piros színű vízszintes sávval (Árpád-sáv), a második és harmadik negyedben egy fehér sassal. | —     |
|        | 1458–1490                                                                  | A Magyar Királyság zászlaja                                                                      | Vörös színű, fecskefarkas, negyedelt zászló; az első és negyedik negyedben nyolc egyenlő szélességű fehér és piros színű vízszintes sávval (Árpád-sáv), a második negyedben egy zöld hármashalmon álló fehér kettőskereszttel, a harmadik negyedben egy ágaskodó fehér oroszlánnal, valamint középen a Hunyadi-család címerpajzsával.                                                           | —     |
|        | 1458–1490                                                                  | A Magyar Királyság zászlaja                                                                      | Vörös színű, fecskefarkas, negyedelt zászló; az első negyedben nyolc egyenlő szélességű fehér és piros színű vízszintes sávval (Árpád-sáv), a második negyedben egy zöld hármashalmon álló fehér kettőskereszttel, a harmadik negyedben kék mezőben három aranyszínű leopárdfejjel, a negyedik negyedben egy ágaskodó fehér oroszlánnal, valamint középen a Hunyadi-család címerpajzsával.      | —     |
|        | 1490–1516                                                                  | A Magyar Királyság zászlaja                                                                      | Vörös színű, fecskefarkas, negyedelt zászló; az első és negyedik mezőben nyolc egyenlő szélességű piros és fehér színű vízszintes sávval (Árpád-sáv), a második és harmadik mezőben egy zöld hármashalmon álló fehér kettőskereszttel. | —     |
|        | 1516–1526                                                                  | A Magyar Királyság zászlaja                                                                      | Vörös színű, fecskefarkas, negyedelt zászló; az első negyedben nyolc egyenlő szélességű piros és fehér színű vízszintes sávval (Árpád-sáv), a második negyedben egy zöld hármashalmon álló fehér kettőskereszttel, a harmadik negyedben kék mezőben három aranyszínű leopárdfejjel, a negyedik negyedben egy ágaskodó fehér oroszlánnal, valamint középen vörös címerpajzsban egy fehér sassal. | —     |
|        | 18. század – 1848. április 11. 1849 – 1867. július 28.                     | A Magyar Királyság zászlaja (a Habsburg Birodalom és az Osztrák Császárság részeként)            | Két egyenlő szélességű fekete és sárga színű függőleges sáv. | 2:3   |
|        | 1848. április 11. – 1849. április 1867. július 28. – 1869                  | A Magyar Királyság zászlaja                                                                      | Három egyenlő szélességű piros, fehér és zöld színű vízszintes sáv, középen a koronás kiscímerrel. | 1:2   |
|        | 1848. április 11. – 1849. április 1867. július 28. – 1869                  | A Magyar Királyság zászlaja                                                                      | Három egyenlő szélességű piros, fehér és zöld színű vízszintes sáv, középen a koronás kiscímerrel. | 2:3   |
|        | 1869 – 1874. február 9.                                                    | A Magyar Királyság zászlaja                                                                      | Három egyenlő szélességű piros, fehér és zöld színű vízszintes sáv, középen a koronás kiscímerrel. | 1:2   |
|        | 1869 – 1874. február 9.                                                    | A Magyar Királyság zászlaja                                                                      | Három egyenlő szélességű piros, fehér és zöld színű vízszintes sáv, középen a koronás kiscímerrel. | 2:3   |
|        | 1874. február 9. – 1896. január 12.                                        | A Magyar Királyság zászlaja                                                                      | Három egyenlő szélességű piros, fehér és zöld színű vízszintes sáv, középen a koronás kiscímerrel. | 1:2   |
|        | 1874. február 9. – 1896. január 12.                                        | A Magyar Királyság zászlaja                                                                      | Három egyenlő szélességű piros, fehér és zöld színű vízszintes sáv, középen a koronás kiscímerrel. | 2:3   |
|        | 1896. január 12. – 1915. november 6.                                       | A Magyar Királyság zászlaja                                                                      | Három egyenlő szélességű piros, fehér és zöld színű vízszintes sáv, középen a koronás kiscímerrel. | 1:2   |
|        | 1896. január 12. – 1915. november 6.                                       | A Magyar Királyság zászlaja                                                                      | Három egyenlő szélességű piros, fehér és zöld színű vízszintes sáv, középen a koronás kiscímerrel. | 2:3   |
|        | 1896. január 12. – 1915. november 6.                                       | A Magyar Királyság zászlaja (alternatív változat)                                                | Három egyenlő szélességű piros, fehér és zöld színű vízszintes sáv, középen a két angyal által tartott koronás kiscímerrel. | 1:2   |
|        | 1896. január 12. – 1915. november 6.                                       | A Magyar Királyság zászlaja (alternatív változat)                                                | Három egyenlő szélességű piros, fehér és zöld színű vízszintes sáv, középen a két angyal által tartott koronás kiscímerrel. | 2:3   |
|        | 1915. november 6. – 1918. november 29.                                     | A Magyar Királyság és a Magyar Népköztársaság zászlaja                                           | Három egyenlő szélességű piros, fehér és zöld színű vízszintes sáv, középen a koronás kiscímerrel. | 1:2   |
|        | 1915. november 6. – 1918. november 29.                                     | A Magyar Királyság és a Magyar Népköztársaság zászlaja                                           | Három egyenlő szélességű piros, fehér és zöld színű vízszintes sáv, középen a koronás kiscímerrel. | 2:3   |
|        | 1915. november 6. – 1918. november 29.                                     | A Magyar Királyság és a Magyar Népköztársaság zászlaja (alternatív változat)                     | Három egyenlő szélességű piros, fehér és zöld színű vízszintes sáv, középen a két angyal által tartott koronás kiscímerrel. | 1:2   |
|        | 1915. november 6. – 1918. november 29.                                     | A Magyar Királyság és a Magyar Népköztársaság zászlaja (alternatív változat)                     | Három egyenlő szélességű piros, fehér és zöld színű vízszintes sáv, középen a két angyal által tartott koronás kiscímerrel. | 2:3   |
|        | 1918. november 29. – 1919. március 21.                                     | A Magyar Népköztársaság zászlaja                                                                 | Három egyenlő szélességű piros, fehér és zöld színű vízszintes sáv, középen a korona nélküli kiscímerrel („Károlyi-címer”). | 1:2   |
|        | 1918. november 29. – 1919. március 21.                                     | A Magyar Népköztársaság zászlaja                                                                 | Három egyenlő szélességű piros, fehér és zöld színű vízszintes sáv, középen a korona nélküli kiscímerrel („Károlyi-címer”). | 2:3   |
|        | 1919. március 21. – 1919. augusztus 1.                                     | A Magyarországi Tanácsköztársaság zászlaja                                                       | Egyszínű vörös zászló. | 1:2   |
|        | 1919. március 21. – 1919. augusztus 1.                                     | A Magyarországi Tanácsköztársaság zászlaja                                                       | Egyszínű vörös zászló. | 2:3   |
|        | 1919. augusztus 2. – 1919. augusztus 6.                                    | A Magyar Népköztársaság zászlaja                                                                 | Három egyenlő szélességű piros, fehér és zöld színű vízszintes sáv, középen a korona nélküli kiscímerrel („Károlyi-címer”). | 1:2   |
|        | 1919. augusztus 2. – 1919. augusztus 6.                                    | A Magyar Népköztársaság zászlaja                                                                 | Három egyenlő szélességű piros, fehér és zöld színű vízszintes sáv, középen a korona nélküli kiscímerrel („Károlyi-címer”). | 2:3   |
|        | 1919. augusztus – 1946 közepe-vége                                         | A Magyar Köztársaság és a Magyar Királyság zászlaja                                              | Három egyenlő szélességű piros, fehér és zöld színű vízszintes sáv, középen a koronás kiscímerrel. | 1:2   |
|        | 1919. augusztus – 1946 közepe-vége                                         | A Magyar Köztársaság és a Magyar Királyság zászlaja                                              | Három egyenlő szélességű piros, fehér és zöld színű vízszintes sáv, középen a koronás kiscímerrel. | 2:3   |
|        | 1946 közepe-vége – 1949. augusztus 20.                                     | A Magyar Köztársaság zászlaja                                                                    | Három egyenlő szélességű piros, fehér és zöld színű vízszintes sáv, középen a korona nélküli címerrel („Kossuth-címer”). | 1:2   |
|        | 1946 közepe-vége – 1949. augusztus 20.                                     | A Magyar Köztársaság zászlaja                                                                    | Három egyenlő szélességű piros, fehér és zöld színű vízszintes sáv, középen a korona nélküli címerrel („Kossuth-címer”). | 2:3   |
|        | 1949. augusztus 20. – 1956. november 12.                                   | A Magyar Népköztársaság zászlaja                                                                 | Három egyenlő szélességű piros, fehér és zöld színű vízszintes sáv, középen az alkotmánycímerrel („Rákosi-címer”). | 1:2   |
|        | 1949. augusztus 20. – 1956. november 12.                                   | A Magyar Népköztársaság zászlaja                                                                 | Három egyenlő szélességű piros, fehér és zöld színű vízszintes sáv, középen az alkotmánycímerrel („Rákosi-címer”). | 2:3   |
|        | 1956. október 23. – 1956. november 10.                                     | Az 1956-os forradalom során használt lyukas zászló                                               | Három egyenlő szélességű piros, fehér és zöld színű vízszintes sáv, melyből eltávolították az alkotmánycímert. | 1:2   |
|        | 1956. október 23. – 1956. november 10.                                     | Az 1956-os forradalom során használt lyukas zászló                                               | Három egyenlő szélességű piros, fehér és zöld színű vízszintes sáv, melyből eltávolították az alkotmánycímert. | 2:3   |
|        | 1956. november 12. – 1957. május 23.                                       | A Magyar Népköztársaság zászlaja                                                                 | Három egyenlő szélességű piros, fehér és zöld színű vízszintes sáv, középen a korona nélküli címerrel („Kossuth-címer”). | 1:2   |
|        | 1956. november 12. – 1957. május 23.                                       | A Magyar Népköztársaság zászlaja                                                                 | Három egyenlő szélességű piros, fehér és zöld színű vízszintes sáv, középen a korona nélküli címerrel („Kossuth-címer”). | 2:3   |
|        | 1957. május 23. – 2000. augusztus 20.                                      | A Magyar Népköztársaság és a Magyar Köztársaság zászlaja                                         | Három egyenlő szélességű piros, fehér és zöld színű vízszintes sáv. |       |
|        | 1786. március 20. – 1869. augusztus 1.                                     | A Habsburg Birodalom, az Osztrák Császárság és az Osztrák–Magyar Monarchia kereskedelmi lobogója | Három egyenlő szélességű piros, fehér és piros színű vízszintes sáv, a rúd felőli részen az osztrák koronás címerpajzzsal. |       |
|        | 1869. augusztus 1. – 1918. november                                        | Az Osztrák–Magyar Monarchia kereskedelmi lobogója (tengeri hajózáshoz)                           | Három egyenlő szélességű piros, fehér és piros / zöld színű vízszintes sáv, a rúd felőli részen az osztrák koronás címerpajzzsal, a lengő részen a koronás kiscímerrel. |       |
|        | 1896. január 12. – 1915. november 6.                                       | A Magyar Szent Korona Országainak kereskedelmi és állami lobogója (belvízi hajózáshoz)           | Három egyenlő szélességű piros, fehér és zöld színű vízszintes sáv, középen a Magyar Szent Korona Országainak egyesített (közép-) címerével. |       |
|        | 1915. november 6. – 1918. november 29.                                     | A Magyar Szent Korona Országainak kereskedelmi és állami lobogója (belvízi hajózáshoz)           | Három egyenlő szélességű piros, fehér és zöld színű vízszintes sáv, középen a Magyar Szent Korona Országainak egyesített (közép-) címerével. |       |
|        | 1921. október 14. – 1946 közepe-vége                                       | A Magyar Királyság kereskedelmi lobogója                                                         | Három egyenlő szélességű piros, fehér és zöld színű vízszintes sáv, a rúd felőli részen a koronás kiscímerrel. |       |
|        | 1950. november 4. – 1957. augusztus 18.                                    | A Magyar Népköztársaság kereskedelmi lobogója                                                    | Három egyenlő szélességű piros, fehér és zöld színű vízszintes sáv, középen az alkotmánycímerrel („Rákosi-címer”). |       |
|        | 1957–1990                                                                  | A Magyar Népköztársaság állami lobogója                                                          | Három egyenlő szélességű piros, fehér és zöld színű vízszintes sáv, középen a „Kádár-címer”-rel. |       |
|        | 1915. november 6. – 1918. november 29., 1919. augusztus – 1946 közepe-vége | A Magyar Királyság és Magyar Köztársaság zászlaja (függőleges változat)                          | Három egyenlő szélességű piros, fehér és zöld színű függőleges sáv, a fehér sáv közepén a koronás kiscímerrel. | 2:1   |
|        | 1915. november 6. – 1918. november 29., 1919. augusztus – 1946 közepe-vége | A Magyar Királyság és Magyar Köztársaság zászlaja (függőleges változat)                          | Három egyenlő szélességű piros, fehér és zöld színű függőleges sáv, középen a két angyal által tartott koronás kiscímerrel. | 2:1   |
|        | 1949. augusztus 20. – 1956. november 12.                                   | A Magyar Népköztársaság zászlaja (függőleges változat)                                           | Három egyenlő szélességű piros, fehér és zöld színű függőleges sáv, a fehér sáv közepén az alkotmánycímerrel („Rákosi-címer”). | 2:1   |
|        | 1949. augusztus 20. – 1956. november 12.                                   | A Magyar Népköztársaság zászlaja (függőleges változat)                                           | Három egyenlő szélességű piros, fehér és zöld színű függőleges sáv, középen az alkotmánycímerrel („Rákosi-címer”). | 2:1   |
|        | 1949. augusztus 20. – 1956. november 12.                                   | A Magyar Népköztársaság zászlaja (függőleges változat)                                           | Három egyenlő szélességű piros, fehér és zöld színű vízszintes sáv, a fehér sáv közepén az alkotmánycímerrel („Rákosi-címer”). | 2:1   |

### Kormányzati zászlók
| Zászló    | Dátum               | Használat                                                                         | Leírás | Arány |
| --------- | ------------------- | --------------------------------------------------------------------------------- | --- | ----- |
|           | 1920-as évek – 1939 | Magyarország kormányzójának, valamint a magyar királyi kormány tagjainak lobogója | Piros és zöld színű éksorral (farkasfogakkal) szegélyezett fehér színű zászló, középen a cserfa- és olajággal övezett koronás kiscímerrel.                                                                                                   | 1:1   |
|           | 1948–1950           | Magyarország köztársasági elnökének lobogója                                      | Piros és zöld színű éksorral (farkasfogakkal) szegélyezett fehér színű fecskefarkas lobogó, a rúd felőli részen a cserfa- és olajággal övezett korona nélküli címerrel („Kossuth-címer”), felette két egymást keresztező aranyszínű karddal. | 2:3   |
|           | 1990-es évek – 2012 | Magyarország köztársasági elnökének zászlaja                                      | Piros és zöld színű éksorral (farkasfogakkal) szegélyezett fehér színű zászló, középen a koronás kiscímerrel. | 1:1   |
|           | 1950s–1955          | A honvédelmi miniszter lobogója                                                   | Piros és zöld színű lángnyelvekkel szegélyezett fehér színű fecskefarkas lobogó, a rúd felőli részen három egyenlő szélességű piros, fehér és zöld vízszintes sávon az alkotmánycímerrel („Rákosi-címer”).                                   | 2:3   |
|           | 1896–1915           | A Magyar Szent Korona Országai közös minisztériumainak zászlaja                   | Három egyenlő szélességű piros, fehér és zöld színű vízszintes sáv, középen a Magyar Szent Korona Országainak egyesített (közép-) címerével.                                                                                                 | 1:2   |
|           | 1896–1915           | A Magyar Szent Korona Országai közös minisztériumainak zászlaja                   | Három egyenlő szélességű piros, fehér és zöld színű vízszintes sáv, középen a Magyar Szent Korona Országainak egyesített (közép-) címerével.                                                                                                 | 2:3   |
|           | 1896–1915           | A Magyar Szent Korona Országai közös minisztériumainak zászlaja                   | Három egyenlő szélességű piros, fehér és zöld színű vízszintes sáv, középen a Magyar Szent Korona Országainak két angyal által tartott egyesített (közép-) címerével.                                                                        | 1:2   |
|           | 1896–1915           | A Magyar Szent Korona Országai közös minisztériumainak zászlaja                   | Három egyenlő szélességű piros, fehér és zöld színű vízszintes sáv, középen a Magyar Szent Korona Országainak két angyal által tartott egyesített (közép-) címerével.                                                                        | 2:3   |
|           | 1896–1915           | A Magyar Szent Korona Országai közös minisztériumainak zászlaja                   | Három egyenlő szélességű piros, fehér és zöld színű vízszintes sáv, középen a Magyar Szent Korona Országainak két angyal által tartott egyesített (közép-) címerével.                                                                        | 1:4   |
|           | 1915–1918           | A Magyar Szent Korona Országai közös minisztériumainak zászlaja                   | Három egyenlő szélességű piros, fehér és zöld színű vízszintes sáv, középen a Magyar Szent Korona Országainak egyesített (közép-) címerével.                                                                                                 | 1:2   |
|           | 1915–1918           | A Magyar Szent Korona Országai közös minisztériumainak zászlaja                   | Három egyenlő szélességű piros, fehér és zöld színű vízszintes sáv, középen a Magyar Szent Korona Országainak egyesített (közép-) címerével.                                                                                                 | 2:3   |
|           | 1896–1915           | A Magyar Királyi Tengerész Pénzügyőrség lobogója                                  | Három egyenlő szélességű piros, fehér és zöld színű vízszintes sáv, középen a Magyar Szent Korona Országainak egyesített (közép-) címerével, alatta "M. K. Pénzügyőrség" felirattal.                                                         | 2:3   |
|           | 1915–1918           | A Magyar Királyi Tengerész Pénzügyőrség lobogója                                  | Három egyenlő szélességű piros, fehér és zöld színű vízszintes sáv, középen a Magyar Szent Korona Országainak egyesített (közép-) címerével, alatta "M. K. Pénzügyőrség" felirattal.                                                         | 2:3   |
|           | 1925–1946           | Folyamrendészeti lobogó                                                           | Fehér színű lobogó, középen sötétkék színű, kötéllel körülfont kétkarú horgonnyal, felette a magyar Szent Koronával. | 1:1   |
| 1924–1925 | Hajókíséreti lobogó |                                                                                   | Fehér színű lobogó, középen sötétkék színű, kötéllel körülfont kétkarú horgonnyal, felette a magyar Szent Koronával. | 1:1   |
|           | Hajókíséreti lobogó | 1925–1946                                                                         | Fehér színű lobogó, középen sötétkék színű, kötéllel körülfont kétkarú horgonnyal, felette a magyar Szent Koronával, valamint a felsőszögben sötétkék színű „K” betűvel.                                                                     | 1:1   |

### Katonai zászlók
| Zászló | Dátum                       | Használat | Leírás | Arány |
| ------ | --------------------------- | --- | --- | ----- |
|        | 1939–1945                   | A Legfelsőbb Hadúr lobogója | Piros és zöld színű éksorral (farkasfogakkal) szegélyezett fehér színű zászló, középen a Magyar Szent Korona Országainak két angyal által tartott egyesített (közép-) címerével. | 5:7   |
|        | 1939–1945                   | A Legfelsőbb Hadúr lobogója | Piros és zöld színű éksorral (farkasfogakkal) szegélyezett fehér színű zászló, középen a Magyar Szent Korona Országainak két angyal által tartott egyesített (közép-) címerével. | 2:3   |
|        | 1939–1945                   | A Magyar Királyi Honvédség főparancsnokának, majd hadseregparancsnokainak lobogója                                                  | Piros és zöld színű lángnyelvekkel szegélyezett fehér színű zászló, középen a két angyal által tartott koronás kiscímerrel.                                                      | 8:11  |
|        | 1939–1945                   | A Magyar Királyi Honvédség főparancsnokának, majd hadseregparancsnokainak lobogója                                                  | Piros és zöld színű lángnyelvekkel szegélyezett fehér színű zászló, középen a két angyal által tartott koronás kiscímerrel.                                                      | 2:3   |
|        | 1939–1945                   | A Magyar Királyi Honvédség hadtestparancsnokainak lobogója                                                                          | Piros és zöld színű lángnyelvekkel szegélyezett fehér színű zászló, középen a cserfa- és olajággal övezett koronás kiscímerrel.                                                  | 8:11  |
|        | 1939–1945                   | A Magyar Királyi Honvédség hadtestparancsnokainak lobogója                                                                          | Piros és zöld színű lángnyelvekkel szegélyezett fehér színű zászló, középen a cserfa- és olajággal övezett koronás kiscímerrel.                                                  | 2:3   |
|        | 1940–1945                   | A Honvéd Vezérkar főnökének lobogója                                                                                                | Piros és zöld színű lángnyelvekkel szegélyezett fehér színű zászló, középen a Magyar Szent Korona Országainak cserfa- és olajággal övezett egyesített (közép-) címerével.        | 8:11  |
|        | 1940–1945                   | A Honvéd Vezérkar főnökének lobogója                                                                                                | Piros és zöld színű lángnyelvekkel szegélyezett fehér színű zászló, középen a Magyar Szent Korona Országainak cserfa- és olajággal övezett egyesített (közép-) címerével.        | 2:3   |
|        | 1919–1920                   | A Nemzeti Hadsereg fővezérségének zászlaja                                                                                          | Piros, fehér és zöld színű éksorral (farkasfogakkal) szegélyezett nemzetiszínű zászló, a fehér sáv közepén „F. V.” felirattal.                                                   | 7:10  |
|        | 1919 – 1920-as évek         | Hadosztály-parancsnokságok zászlaja                                                                                                 | Három egyenlő szélességű piros, fehér és zöld színű függőleges sávból álló fecskefarkas zászló, a fehér sáv közepén „H.” felirattal.                                             | 5:8   |
|        | 1919 – 1920-as évek         | Lovashadosztály-parancsnokságok zászlaja                                                                                            | Három egyenlő szélességű piros, fehér és zöld színű függőleges sávból álló fecskefarkas zászló, a fehér sáv közepén „L. H.” felirattal.                                          | 5:8   |
|        | 1919 – 1920-as évek         | Dandárparancsnokságok zászlaja | Három egyenlő szélességű piros, fehér és zöld színű függőleges sávból álló zászló, a fehér sáv közepén „D.” felirattal.                                                          | 4:5   |
|        | 1919 – 1920-as évek         | Lovasdandár-parancsnokságok zászlaja                                                                                                | Három egyenlő szélességű piros, fehér és zöld színű függőleges sávból álló zászló, a fehér sáv közepén „L. D.” felirattal.                                                       | 4:5   |
|        | 1920-as évek – 1930-as évek | A Magyar Királyi Fővezérség zászlaja                                                                                                | Fehér színű fecskefarkas zászló, középen zöld színű kereszten piros körrel. | 4:7   |
|        | 1920-as évek – 1930-as évek | A Magyar Királyi Honvédség hadsereg-parancsnokságainak zászlaja                                                                     | Fehér színű fecskefarkas zászló, középen öt, piros, fehér, zöld, fehér és piros színű függőleges sávval.                                                                         | 4:7   |
|        | 1920-as évek – 1930-as évek | Hadtest-parancsnokságok zászlaja | Fehér színű fecskefarkas zászló, középen három, piros, fehér és zöld színű függőleges sávval.                                                                                    | 4:7   |
|        | 1920-as évek – 1930-as évek | Hadosztály-parancsnokságok zászlaja                                                                                                 | Piros és fehér színű sávval szegélyezett zöld színű háromszög alakú zászló. | ~ 2:3 |
|        | 1920-as évek – 1930-as évek | Gyalogsági parancsnokságok zászlaja                                                                                                 | Piros és fehér színű sávval szegélyezett fűzöld színű egyenlő szárú háromszög.                                                                                                   | 9:13  |
|        | 1920-as évek – 1930-as évek | Gyalogezred-parancsnokságok zászlaja                                                                                                | Fűzöld színű zászló hat egyenlő szélességű piros és fehér színű függőleges sávval.                                                                                               | 9:11  |
|        | 1920-as évek – 1930-as évek | Önálló gyalogzászlóalj-parancsnokságok zászlaja                                                                                     | Fűzöld színű zászló négy egyenlő szélességű piros és fehér színű függőleges sávval.                                                                                              | 9:11  |
|        | 1920-as évek – 1930-as évek | Lovashadosztály-parancsnokságok zászlaja                                                                                            | Zöld, fehér és piros színű sávval szegélyezett világoskék színű háromszög alakú zászló.                                                                                          | ~ 2:3 |
|        | 1920-as évek – 1930-as évek | Lovasdandár-parancsnokságok zászlaja                                                                                                | Zöld, fehér és piros színű sávval szegélyezett világoskék színű egyenlő szárú háromszög.                                                                                         | 9:13  |
|        | 1920-as évek – 1930-as évek | Huszárezred-parancsnokságok zászlaja                                                                                                | Világoskék színű zászló kilenc egyenlő szélességű piros, fehér és zöld színű függőleges sávval.                                                                                  | 9:11  |
|        | 1920-as évek – 1930-as évek | Önálló huszárosztály-parancsnokságok zászlaja                                                                                       | Világoskék színű zászló hat egyenlő szélességű piros, fehér és zöld színű függőleges sávval.                                                                                     | 9:11  |
|        | 1920-as évek – 1930-as évek | Tüzérparancsnokságok zászlaja | Zöld és fehér színű sávval szegélyezett skarlátvörös színű egyenlő szárú háromszög.                                                                                              | 9:13  |
|        | 1920-as évek – 1930-as évek | Tüzérezred-parancsnokságok zászlaja                                                                                                 | Skarlátvörös színű zászló hat egyenlő szélességű fehér és zöld színű függőleges sávval.                                                                                          | 9:11  |
|        | 1920-as évek – 1930-as évek | Önálló tüzérosztály-parancsnokságok zászlaja                                                                                        | Piros színű zászló négy egyenlő szélességű fehér és zöld színű függőleges sávval.                                                                                                | 9:11  |
|        | 1920-as évek – 1930-as évek | Hírközpontok, távíró-, távbeszélő- és rádióállomások zászlaja                                                                       | Fehér színű zászló, középen "HIR" felirattal. | 9:11  |
|        | 1920-as évek – 1930-as évek | Egészségügyi intézetek, segélyhelyek és hasonló létesítmények zászlaja                                                              | Fehér színű zászló, középen egy vörös színű kereszttel. | 9:11  |
|        | 1920-as évek – 1930-as évek | Lőszerintézetek, lőszertelepek és lerakóhelyek, valamint az ütközetvonat lőszerrészlegének telephelyét jelölő zászló                | Vörös szegélyű fehér színű zászló. | 9:11  |
|        | 1920-as évek – 1930-as évek | Élelmező intézetek, élelmiszer felvevő- és lerakóhelyek, valamint az ütközetvonat mozgókonyha-részlegének telephelyét jelölő zászló | Sárga szegélyű fehér színű zászló. | 9:11  |
|        | 1930-as évek – 1945         | A Magyar Királyi Fővezérség zászlaja                                                                                                | Fehér színű zászló, középen zöld színű kereszten piros körrel. | 2:3   |
|        | 1930-as évek – 1945         | A Magyar Királyi Honvédség hadsereg-parancsnokságainak zászlaja                                                                     | Fehér színű fecskefarkas zászló, középen öt, piros, fehér, zöld, fehér és piros színű függőleges sávval.                                                                         | 2:3   |
|        | 1930-as évek – 1945         | Hadtest-parancsnokságok zászlaja | Fehér színű fecskefarkas zászló, középen három, piros, fehér és zöld színű függőleges sávval.                                                                                    | 2:3   |
|        | 1930-as évek – 1945         | Hadosztály-parancsnokságok zászlaja                                                                                                 | Piros, fehér és zöld színű háromszög alakú zászló. | 2:3   |
|        | 1930-as évek – 1945         | Önálló dandárparancsnokságok, hegyidandár-parancsnokságok és gyalogsági parancsnokok zászlaja                                       | Fehér színű zászló egy fűzöld színű egyenlő oldalú háromszöggel. | 1:1   |
|        | 1930-as évek – 1945         | Gépkocsizó dandárparancsnokságok zászlaja                                                                                           | Fehér színű zászló egy fűzöld színű egyenlő oldalú háromszöggel, rajta egy fehér körben elhelyezett kormánykerékkel.                                                             | 1:1   |
|        | 1930-as évek – 1945         | Gyalogos csapattest-parancsnokságok zászlaja                                                                                        | Fűzöld színű zászló, középen fehér körben két egymást keresztező puskával. | 1:1   |
|        | 1930-as évek – 1945         | Gépkocsizó csapattest-parancsnokságok zászlaja                                                                                      | Fűzöld színű zászló, középen fehér körben egy kormánykerékkel. | 1:1   |
|        | 1930-as évek – 1945         | Lovasdandár-parancsnokságok zászlaja                                                                                                | Fehér színű zászló egy világoskék színű egyenlő oldalú háromszöggel. | 1:1   |
|        | 1930-as évek – 1945         | Lovas csapattest-parancsnokságok zászlaja                                                                                           | Világoskék színű zászló, középen fehér körben két egymást keresztező karddal. | 1:1   |
|        | 1930-as évek – 1945         | Tüzérségi parancsnokok zászlaja | Fehér színű zászló egy skarlátvörös színű egyenlő oldalú háromszöggel. | 1:1   |
|        | 1930-as évek – 1945         | Tüzér csapattest-parancsnokságok zászlaja                                                                                           | Skarlátvörös színű zászló, középen fehér körben egy löveggel és tüzérségi felszereléssel.                                                                                        | 1:1   |
|        | 1930-as évek – 1945         | Páncélosdandár-parancsnokságok zászlaja                                                                                             | Fehér színű zászló egy kék színű egyenlő oldalú háromszöggel, rajta egy fehér körben elhelyezett kormánykerékkel.                                                                | 1:1   |
|        | 1930-as évek – 1945         | Páncélos csapattest-parancsnokságok zászlaja                                                                                        | Kék színű zászló, középen egy fehér körben elhelyezett kormánykerékkel. | 1:1   |
|        | 1930-as évek – 1945         | Repülődandár-parancsnokságok zászlaja                                                                                               | Fehér színű zászló, egy fekete szegélyű egyenlő oldalú háromszögön elhelyezett stilizált madárral.                                                                               | 1:1   |
|        | 1930-as évek – 1945         | Repülő csapattest-parancsnokságok zászlaja                                                                                          | Fehér színű zászló, középen egy stilizált madárral. | 1:1   |
|        | 1930-as évek – 1945         | Folyamdandár-parancsnokságok zászlaja                                                                                               | Fehér színű zászló, egy fekete szegélyű egyenlő oldalú háromszögön elhelyezett kétkarú horgonnyal.                                                                               | 1:1   |
|        | 1930-as évek – 1945         | Fogatoltvonat-parancsnokságok zászlaja                                                                                              | Barna színű zászló, középen egy 6 egyenlő részre osztott fehér színű körrel. | 1:1   |
|        | 1930-as évek – 1945         | Gépkocsizóvonat-parancsnokságok zászlaja                                                                                            | Barna színű zászló, középen egy 6 egyenlő részre osztott fehér színű körrel és egy kormánykerékkel.                                                                              | 1:1   |
|        | 1930-as évek – 1945         | Üzemanyag felvevőhelyek és gépkocsizóvonat intézetek zászlaja                                                                       | Barna színű zászló egy fehér színű mezővel, középen egy fekete szegélyű fehér körben elhelyezett kormánykerékkel.                                                                | 1:1   |
|        | 1930-as évek – 1945         | Hírközpontok, távíró-, távbeszélő- és rádióállomások zászlaja                                                                       | Fehér színű zászló, középen "HIR" felirattal. | 1:1   |
|        | 1930-as évek – 1945         | Egészségügyi intézetek, segélyhelyek és hasonló létesítmények zászlaja                                                              | Fehér színű zászló, középen egy vörös színű kereszttel. | 1:1   |
|        | 1930-as évek – 1945         | Állategészségügyi intézetek és hasonló létesítmények zászlaja                                                                       | Fehér színű zászló, középen egy kék színű kereszttel. | 1:1   |
|        | 1930-as évek – 1945         | Lőszerintézetek, lőszertelepek és lerakóhelyek, valamint az ütközetvonat lőszerrészlegének telephelyét jelölő zászló                | Fehér és vörös színű átlósan negyedelt zászló. | 1:1   |
|        | 1930-as évek – 1945         | Élelmező intézetek, élelmiszer felvevő- és lerakóhelyek, valamint az ütközetvonat mozgókonyha-részlegének telephelyét jelölő zászló | Sárga és fehér színű negyedelt zászló. | 1:1   |
|        | 1901–1945                   | A Magyar Királyi Honvéd Ludovika Akadémia zászlaja                                                                                  | Piros és zöld színű lángnyelvekkel szegélyezett fehér színű zászló, középen a Magyar Szent Korona Országainak két angyal által tartott egyesített (közép-) címerével.            | ~ 6:7 |

#### Hadizászlók
| Zászló | Dátum     | Használat  | Leírás | Arány |
| ------ | --------- | ---------- | --- | ----- |
|        | 1939–1945 | Hadizászló | Három egyenlő szélességű piros, fehér és zöld színű vízszintes sáv, középen a cserfa- és olajággal övezett koronás kiscímerrel. | 15:50 |
|        | 1939–1945 | Hadizászló | Három egyenlő szélességű piros, fehér és zöld színű vízszintes sáv, középen a cserfa- és olajággal övezett koronás kiscímerrel. | 15:40 |
|        | 1939–1945 | Hadizászló | Három egyenlő szélességű piros, fehér és zöld színű vízszintes sáv, középen a cserfa- és olajággal övezett koronás kiscímerrel. | 1:2   |
|        | 1939–1945 | Hadizászló | Három egyenlő szélességű piros, fehér és zöld színű vízszintes sáv, középen a cserfa- és olajággal övezett koronás kiscímerrel. | 10:25 |
|        | 1939–1945 | Hadizászló | Három egyenlő szélességű piros, fehér és zöld színű vízszintes sáv, középen a cserfa- és olajággal övezett koronás kiscímerrel. | 3:5   |

#### Hadsereg zászlói
| Zászló    | Dátum                                                                                              | Használat                                                                            | Leírás | Arány   |
| --------- | -------------------------------------------------------------------------------------------------- | ------------------------------------------------------------------------------------ | --- | ------- |
|           | 1458–1494                                                                                          | A fekete sereg zászlaja                                                              | Vörös színű, fecskefarkas, negyedelt zászló; az első és negyedik negyedben tíz egyenlő szélességű fehér és piros színű vízszintes sávval (Árpád-sáv), a második és harmadik negyedben egy ágaskodó fehér oroszlánnal, valamint középen a Hunyadi-család címerpajzsával. | —       |
|           | 1458–1494                                                                                          | A fekete sereg zászlaja                                                              | Vörös színű, fecskefarkas, negyedelt zászló; az első és negyedik negyedben tíz egyenlő szélességű fekete és piros színű vízszintes sávval (Árpád-sáv), a második és harmadik negyedben egy ágaskodó fekete oroszlánnal, középen a Hunyadi-család címerpajzsával.        | —       |
|           | 1848–1849                                                                                          | A magyar honvédsereg szabályszerű „A” típusú zászlaja                                | Piros és zöld színű éksorral (farkasfogakkal) szegélyezett fehér színű zászló, középen a koronás kiscímerrel. | 1:1     |
|           | 1868–1938                                                                                          | A Magyar Királyi Honvédség 1869 M. (mintájú) zászlóalj-zászlójának előlapja          | Piros és zöld színű lángnyelvekkel szegélyezett fehér színű zászló, középen a Magyar Szent Korona Országainak két angyal által tartott egyesített (közép-) címerével.                                                                                                   | 132:155 |
|           | 1868–1938                                                                                          | A Magyar Királyi Honvédség 1869 M. (mintájú) zászlóalj-zászlójának hátlapja          | Piros és zöld színű lángnyelvekkel szegélyezett fehér színű zászló, középen I. Ferenc József magyar király arany színű monogrammjával és a magyar Szent Koronával. | 132:155 |
|           | 1868–1918                                                                                          | A Horvát-Szlavón Honvédség 1869 M. (mintájú) zászlóalj-zászlójának előlapja          | Piros és kék színű lángnyelvekkel szegélyezett fehér színű zászló, középen a Magyar Szent Korona Országainak két angyal által tartott egyesített (közép-) címerével. | 132:155 |
|           | 1868–1918                                                                                          | A Horvát-Szlavón Honvédség 1869 M. (mintájú) zászlóalj-zászlójának hátlapja          | Piros és zöld színű lángnyelvekkel szegélyezett fehér színű zászló, középen I. Ferenc József magyar király arany színű monogrammjával és a magyar Szent Koronával. | 132:155 |
|           | 1939–1945                                                                                          | A Magyar Királyi Honvédség 1938 M. (mintájú) csapatzászlója                          | Piros és zöld színű lángnyelvekkel szegélyezett fehér színű zászló, középen a Magyar Szent Korona Országainak két angyal által tartott egyesített (közép-) címerével.                                                                                                   | 6:7     |
|           | 1945–1946                                                                                          | A Magyar Honvédség 1. honvéd gyaloghadosztályának csapatzászlója                     | Piros és zöld színű lángnyelvekkel szegélyezett fehér színű zászló, középen a koronás kiscímerrel. | 6:7     |
|           | 1946–1949                                                                                          | A Magyar Honvédség 1. honvéd gyaloghadosztályának csapatzászlója                     | Piros és zöld színű lángnyelvekkel szegélyezett fehér színű zászló, középen a korona nélküli kiscímerrel. | 6:7     |
|           | 1949                                                                                               | A Magyar Honvédség 1949 M. (mintájú) csapatzászlója                                  | Piros és zöld színű lángnyelvekkel szegélyezett fehér színű zászló, középen a cserfa- és olajággal övezett a korona nélküli címerrel („Kossuth-címer”). | 6:7     |
|           | 1949–1950                                                                                          | A Magyar Honvédség 1949 M. (mintájú) csapatzászlója                                  | Piros és zöld színű lángnyelvekkel szegélyezett fehér színű zászló, középen az alkotmánycímerrel („Rákosi-címer”). | 6:7     |
|           | 1950–1957                                                                                          | A Magyar Néphadsereg 1950 M. (mintájú) csapatzászlója                                | Fehér és zöld színű éksorral (farkasfogakkal) szegélyezett vörös színű zászló, középen az alkotmánycímerrel („Rákosi-címer”). | 6:7     |
|           | 1956                                                                                               | A Magyar Néphadsereg 26. lövészezredének csapatzászlója                              | Fehér és zöld színű éksorral (farkasfogakkal) szegélyezett vörös színű zászló, melyből eltávolították az alkotmánycímert. | 6:7     |
|           | 1957–1990                                                                                          | A Magyar Néphadsereg 1957 M. és 1976 M. (mintájú) csapatzászlója                     | Fehér és zöld színű éksorral (farkasfogakkal) szegélyezett vörös színű zászló, középen a „Kádár-címer”-rel. | 6:7     |
| 1957–1976 | A Magyar Néphadsereg 1957 M. (mintájú) csapatzászlója páncélos fegyvernemének csapattestei részére |                                                                                      | Fehér és zöld színű éksorral (farkasfogakkal) szegélyezett vörös színű zászló, középen a „Kádár-címer”-rel. | 6:7     |
|           | 1939–1945                                                                                          | A Magyar Királyi Honvédség 1938 M. (mintájú) kerékpáros és gépkocsizó csapatzászlója | Piros és zöld színű lángnyelvekkel szegélyezett fehér színű zászló, középen a Magyar Szent Korona Országainak két angyal által tartott egyesített (közép-) címerével.                                                                                                   | 1:1     |
|           | 1939–1945                                                                                          | A Magyar Királyi Honvédség 1938 M. (mintájú) lovassági zászlójának hátlapja          | Piros és zöld színű lángnyelvekkel szegélyezett fehér színű zászló, középen a Magyar Szent Korona Országainak két angyal által tartott egyesített (közép-) címerével.                                                                                                   | 1:1     |
|           | 1949                                                                                               | A Magyar Honvédség 1949 M. (mintájú) lovassági zászlója                              | Piros és zöld színű lángnyelvekkel szegélyezett fehér színű zászló, középen a cserfa- és olajággal övezett a korona nélküli címerrel („Kossuth-címer”). | 1:1     |
|           | 1949–1950                                                                                          | A Magyar Honvédség 1949 M. (mintájú) lovassági zászlója                              | Piros és zöld színű lángnyelvekkel szegélyezett fehér színű zászló, középen az alkotmánycímerrel („Rákosi-címer”). | 1:1     |
|           | 1950–1957                                                                                          | A Magyar Néphadsereg 1950 M. (mintájú) lovassági zászlója                            | Fehér és zöld színű éksorral (farkasfogakkal) szegélyezett vörös színű zászló, középen az alkotmánycímerrel („Rákosi-címer”). | 1:1     |
|           | 1957–1976                                                                                          | A Magyar Néphadsereg 1957 M. (mintájú) lovassági zászlója                            | Fehér és zöld színű éksorral (farkasfogakkal) szegélyezett vörös színű zászló, középen a „Kádár-címer”-rel. | 1:1     |

#### Tengerészeti lobogók
| Zászló | Dátum     | Használat                                                                              | Leírás | Arány  |
| ------ | --------- | -------------------------------------------------------------------------------------- | --- | ------ |
|        | 1786–1915 | A Császári és Királyi Haditengerészet Dunaflottillájának hadilobogója                  | Három egyenlő szélességű piros, fehér és piros színű vízszintes sáv, a rúd felőli részen az osztrák koronás címerpajzzsal.                                                                                     | 2:3    |
|        | 1915–1918 | A Császári és Királyi Haditengerészet Dunaflottillájának hadilobogója                  | Három egyenlő szélességű piros, fehér és piros színű vízszintes sáv, a rúd felőli részen az osztrák koronás címerpajzzsal, a lengő részen a magyar, vörössel és ezüsttel hétszer vágott koronás címerpajzzsal. | 2:3    |
|        | 1919      | A Dunaőrség hadilobogója                                                               | Egyszínű vörös lobogó. | 2:3    |
|        | 1921–1939 | A Magyar Királyi Folyamőrség hadilobogója                                              | Három egyenlő szélességű piros, fehér és zöld színű vízszintes sáv, a rúd felőli részen a koronás kiscímerrel.                                                                                                 | 2:3    |
|        | 1939–1945 | A Magyar Királyi Honvéd Folyamerők hadilobogója                                        | Három egyenlő szélességű piros, fehér és zöld színű vízszintes sáv, a rúd felőli részen a Magyar Szent Korona Országainak cserfa- és olajággal övezett egyesített (közép-) címerével.                          | 10:17  |
|        | 1946–1948 | A Hajós Osztály hadilobogója                                                           | Három egyenlő szélességű piros, fehér és zöld színű vízszintes sáv, a rúd felőli részen a cserfa- és olajággal övezett korona nélküli címerrel („Kossuth-címer”).                                              | 10:17  |
|        | 1948–1950 | A Honvéd Folyamőrség hadilobogója                                                      | Piros és zöld színű éksorral (farkasfogakkal) szegélyezett fehér színű lobogó, középen a cserfa- és olajággal övezett korona nélküli címerrel („Kossuth-címer”).                                               | 2:3    |
|        | 1950–1955 | A Honvéd Folyami Flottilla hadilobogója                                                | Piros és zöld színű lángnyelvekkel szegélyezett vörös színű lobogó, a rúd felőli részen három egyenlő szélességű piros, fehér és zöld vízszintes sávon az alkotmánycímerrel („Rákosi-címer”).                  | 2:3    |
|        | 1955–1957 | A Honvéd Folyami Flottilla hadilobogója                                                | Fehér és zöld színű lángnyelvekkel szegélyezett vörös színű lobogó, a rúd felőli részen az alkotmánycímerrel („Rákosi-címer”).                                                                                 | 2:3    |
|        | 1957–1991 | A Honvéd Folyami Flottilla hadilobogója                                                | Fehér és zöld színű lángnyelvekkel szegélyezett vörös színű lobogó, a rúd felőli részen a „Kádár-címer”-rel.                                                                                                   | 2:3    |
|        | 1894–1915 | A Császári és Királyi Haditengerészet Dunaflottillájának orrlobogója                   | Három egyenlő szélességű piros, fehér és piros színű vízszintes sáv, a rúd felőli részen az osztrák koronás címerpajzzsal.                                                                                     | 4:5    |
|        | 1915–1918 | A Császári és Királyi Haditengerészet Dunaflottillájának orrlobogója                   | Három egyenlő szélességű piros, fehér és piros színű vízszintes sáv, a rúd felőli részen az osztrák koronás címerpajzzsal, a lengő részen a magyar, vörössel és ezüsttel hétszer vágott koronás címerpajzzsal. | 4:5    |
|        | 1919      | A Dunaőrség orrlobogója                                                                | Egyszínű vörös lobogó. | 4:5    |
|        | 1921–1945 | A Magyar Királyi Folyamőrség / Magyar Királyi Honvéd Folyamerők orr- és csónaklobogója | Három egyenlő szélességű piros, fehér és zöld színű vízszintes sáv. | 4:5    |
|        | 1921–1939 | A Magyar Királyi Folyamőrség orr- és csónaklobogója                                    | Három egyenlő szélességű piros, fehér és zöld színű vízszintes sáv, középen a koronás kiscímerrel. | 4:5    |
|        | 1939–1945 | A Magyar Királyi Honvéd Folyamerők orr- és csónaklobogója                              | Három egyenlő szélességű piros, fehér és zöld színű vízszintes sáv, középen a Magyar Szent Korona Országainak cserfa- és olajággal övezett egyesített (közép-) címerével.                                      | 4:5    |
|        | 1948–1950 | A Honvéd Folyamőrség orr- és csónaklobogója                                            | Piros és zöld színű éksorral (farkasfogakkal) szegélyezett fehér színű lobogó, középen a cserfa- és olajággal övezett korona nélküli címerrel („Kossuth-címer”).                                               | 3:4    |
|        | 1950–1955 | A Honvéd Folyami Flottilla orr- és csónaklobogója                                      | Piros és zöld színű lángnyelvekkel szegélyezett vörös színű lobogó, a rúd felőli részen három egyenlő szélességű piros, fehér és zöld vízszintes sávon az alkotmánycímerrel („Rákosi-címer”).                  | 3:4    |
|        | 1955–1957 | A Honvéd Folyami Flottilla orr- és csónaklobogója                                      | Fehér és zöld színű lángnyelvekkel szegélyezett vörös színű lobogó, a rúd felőli részen az alkotmánycímerrel („Rákosi-címer”).                                                                                 | ~ 6:7  |
|        | 1957–1991 | A Honvéd Folyami Flottilla orr- és csónaklobogója                                      | Fehér és zöld színű lángnyelvekkel szegélyezett vörös színű lobogó, a rúd felőli részen a „Kádár-címer”-rel.                                                                                                   | ~ 6:7  |
|        | 1921–1939 | A Magyar Királyi Folyamőrség parancsnokának lobogója                                   | Piros, fehér és zöld színű éksorral (farkasfogakkal) szegélyezett nemzetiszínű lobogó, a rúd felőli részen a koronás kiscímerrel.                                                                              | 2:3    |
|        | 1939–1945 | A Magyar Királyi Honvéd Folyamerők parancsnokának lobogója                             | Piros és zöld színű lángnyelvekkel szegélyezett fehér színű lobogó, a rúd felőli részen a cserfa- és olajággal övezett koronás kiscímerrel.                                                                    | 10:13  |
|        | 1921–1939 | A Magyar Királyi Folyamőrség rangidős parancsnoki lengője                              | Három egyenlő szélességű piros, fehér és zöld színű függőleges sávból álló lengő. | 3:4    |
|        | 1939–1945 | A Magyar Királyi Honvéd Folyamerők rangidős parancsnoki lengője                        | Három egyenlő szélességű piros, fehér és zöld színű függőleges sávból álló lengő, középen a magyar Szent Koronával.                                                                                            | 3:4    |
|        | 1948–1950 | A Honvéd Folyamőrség rangidős parancsnoki lengője                                      | Piros és zöld színű éksorral (farkasfogakkal) szegélyezett fehér színű lengő, középen a cserfa- és olajággal övezett korona nélküli címerrel („Kossuth-címer”).                                                | 3:4    |
|        | 1950–1955 | A Honvéd Folyami Flottilla rangidős parancsnoki lengője                                | Piros és zöld színű lángnyelvekkel szegélyezett vörös színű lengő, a rúd felőli részen három egyenlő szélességű piros, fehér és zöld vízszintes sávon az alkotmánycímerrel („Rákosi-címer”).                   | 3:4    |
|        | 1955–1957 | A Honvéd Folyami Flottilla rangidős parancsnoki lengője                                | Fehér és zöld színű lángnyelvekkel szegélyezett vörös színű lengő, középen az alkotmánycímerrel („Rákosi-címer”).                                                                                              | 3:4    |
|        | 1957–1991 | A Honvéd Folyami Flottilla rangidős parancsnoki lengője                                | Fehér és zöld színű lángnyelvekkel szegélyezett vörös színű lengő, középen a „Kádár-címer”-rel. | 3:4    |
|        | 1955–1957 | A Honvéd Folyami Flottilla miniszteri lengője                                          | Vörös színű fecskefarkas lengő, a rúd felőli részen az alkotmánycímerrel („Rákosi-címer”). | 3:4    |
|        | 1957–1991 | A Honvéd Folyami Flottilla miniszteri lengője                                          | Vörös színű fecskefarkas lengő, a rúd felőli részen a „Kádár-címer”-rel. | 3:4    |
|        | 1921–1945 | Árbócszalag                                                                            | Három egyenlő szélességű piros, fehér és zöld színű függőleges sávból álló szalag. | 10:300 |
|        | 1948–1991 | Árbócszalag                                                                            | Három egyenlő szélességű piros, fehér és zöld színű függőleges sávból álló szalag. | 15:200 |

### Közigazgatási egységek zászlói
| Zászló | Dátum     | Használat                                         | Leírás | Arány |
| ------ | --------- | ------------------------------------------------- | --- | ----- |
|        | 1868–1918 | A Horvát-Szlavón Királyság zászlaja               | Három egyenlő szélességű piros, fehér és kék színű vízszintes sáv.                                               | 2:3   |
|        | 1868–1918 | A Horvát-Szlavón Királyság zászlaja               | Három egyenlő szélességű piros, fehér és kék színű vízszintes sáv, középen Horvát-Szlavónország címerével.       | 2:3   |
|        | 1868–1918 | A Horvát-Szlavón Királyság zászlaja               | 1:2 |       |
|        | 1918      | Erdély zászlaja                                   | Három egyenlő szélességű kék, vörös és sárga színű vízszintes sáv.                                               | 2:3   |
|        | 1939–1941 | A Kárpátaljai Kormányzóság nem hivatalos zászlaja | Két egyenlő szélességű kék és sárga színű vízszintes sáv.                                                        | 2:3   |
|        | 1941–1944 | A Kárpátaljai Kormányzóság zászlaja               | Két egyenlő szélességű kék és piros színű vízszintes sáv.                                                        | 2:3   |
|        | 1991–2010 | Zala megye zászlaja                               | Két egyenlő szélességű sárga és zöld színű vízszintes sáv, középen a megye címerével és „Zala megye” felirattal. | 1:2   |

#### Települések zászlói
| Zászló    | Dátum             | Használat     | Leírás | Arány |
| --------- | ----------------- | ------------- | --- | ----- |
|           | 1703–1873         | Buda zászlaja | Három egyenlő szélességű piros, fehér és zöld színű vízszintes sáv.                                             | 2:3   |
|           | 1703–1873         | Pest zászlaja | Három egyenlő szélességű piros, sárga és égszínkék színű vízszintes sáv.                                        | 2:3   |
| 1873–1930 | Budapest zászlaja |               | Három egyenlő szélességű piros, sárga és égszínkék színű vízszintes sáv.                                        | 2:3   |
|           | Budapest zászlaja | 1930–1949     | Három egyenlő szélességű piros, sárga és zöld színű vízszintes sáv.                                             | 2:3   |
|           | Budapest zászlaja | 1930–1949     | Három egyenlő szélességű piros, sárga és zöld függőleges sáv.                                                   | 2:1   |
|           | Budapest zászlaja | 1984–1990     | Fehér színű zászló, középen a város címerével.                                                                  | 2:3   |
|           | Budapest zászlaja | 1984–1990     | Fehér színű zászló, középen a város címerével.                                                                  | 2:1   |
|           | Budapest zászlaja | 1990–2011     | Három egyenlő szélességű piros, sárga és égszínkék színű függőleges sáv, a sárga sáv közepén a város címerével. | 2:3   |
|           | Budapest zászlaja | 1990–2011     | Három egyenlő szélességű piros, sárga és égszínkék színű függőleges sáv, a sárga sáv közepén a város címerével. | 2:1   |
|           | Budapest zászlaja | 2011          | Piros és zöld színű éksorral (farkasfogakkal) szegélyezett fehér színű zászló, középen a város címerével.       | 2:3   |
|           | Budapest zászlaja | 2011          | Piros és zöld színű éksorral (farkasfogakkal) szegélyezett fehér színű zászló, középen a város címerével.       | 2:1   |

### Egyéb zászlók
| Zászló | Dátum | Használat              | Leírás                                                                                               | Arány |
| ------ | ----- | ---------------------- | --- | ----- |
|        | 1921  | A Lajtabánság zászlaja | Három egyenlő szélességű piros, fehér és zöld színű vízszintes sáv, középen a Lajtabánság címerével. | 1:2   |

#### Politikai zászlók
| Zászló | Dátum               | Használat                                                      | Leírás | Arány |
| ------ | ------------------- | -------------------------------------------------------------- | --- | ----- |
|        | 1932–1933           | A Magyar Nemzeti Szocialista Földműves és Munkáspárt zászlaja  | Három egyenlő szélességű piros, fehér és zöld színű vízszintes sáv, középen egy fehér rombuszban zöld horogkereszttel, rajta Nagy-Magyarország térképével.                               | 2:3   |
|        | 1932–1939           | A Nemzeti Egység Pártjának zászlaja                            | Fehér színű zászló, középen a párt jelképével valamint a lengő részen egy vörös színű „V” betűvel.                                                                                       | 1:2   |
|        | 1937–1942           | A Nyilaskeresztes Párt zászlaja                                | Vörös színű zászló, középen egy fehér körben zöld nyilaskereszttel. | 2:3   |
|        | 1942–1945           | A Nyilaskeresztes Párt zászlaja                                | Vörös színű zászló, középen egy fehér rombuszban zöld nyilaskereszttel. | 5:7   |
|        | 1942–1945           | A Hungarista Mozgalom zászlaja                                 | Kilenc egyenlő szélességű piros és fehér színű vízszintes sáv (Árpád-sáv), a rúd felőli harmadban, vörös mezőben egy fehér rombuszban zöld nyilaskereszttel.                             | 17:35 |
|        | 1938–1945           | A Volksbund zászlaja                                           | Fehér színű zászló, középen piros szegélyű fehér körben sárga napkereszttel. | 2:3   |
|        | 1938–1945           | A Volksbund zászlaja                                           | Fehér színű zászló, középen piros szegélyű fehér körben sárga horogkereszttel. | 2:3   |
|        | 1938–1945           | A Volksbund zászlaja                                           | 2:1 |       |
|        | 1941–1945           | A Német Ifjúság, a Volksbund ifjúsági szervezetének zászlaja   | Három egyenlő szélességű piros, fehér és piros színű vízszintes sáv, középen fehér körben fekete horogkereszttel.                                                                        | 1:2   |
|        | 1944–1948           | A Magyar Kommunista Párt zászlaja                              | Vörös színű zászló, középen a párt jelképével. | 2:3   |
|        | 1948–1956           | A Magyar Dolgozók Pártjának zászlaja                           | Három egyenlő szélességű piros, fehér és zöld színű vízszintes sáv, középen egy sárga szegélyű vörös csillaggal és egy búzakalásszal.                                                    | 2:3   |
|        | 1950–1956           | A Dolgozó Ifjúság Szövetségének zászlaja                       | Három egyenlő szélességű piros, fehér és zöld színű vízszintes sáv, középen egy sárga szegélyű vörös csillagon sárga színű „DISZ” felirattal.                                            | 2:3   |
|        | 1950–1956           | A Dolgozó Ifjúság Szövetségének zászlaja (alternatív változat) | Három egyenlő szélességű piros, fehér és zöld színű vízszintes sáv, középen a szervezet jelképével.                                                                                      | 1:2   |
|        | 1989–2016           | A Magyar Nemzeti Arcvonal zászlaja                             | Hét egyenlő szélességű piros és fehér színű vízszintes sáv (Árpád-sáv), a rúd felőli harmadban, fekete mezőben egy fehér szegélyű rombuszban fehér színű „H” betű, alatta „MNA” felirat. | 2:3   |
|        | 1993–2000           | A Magyar Népjóléti Szövetség zászlaja                          | Vörös színű zászló, középen fehér körben egy fekete fogaskerékkel. | 1:2   |
|        | 1994                | A Magyar Hungarista Mozgalom zászlaja                          | Hét egyenlő szélességű piros és fehér színű vízszintes sáv (Árpád-sáv), középen fehér körben egy tízágú piros színű csillaggal.                                                          | 1:2   |
|        | 1990-es évek – 2012 | A Magyar Kommunista Munkáspárt zászlaja                        | Vörös színű zászló, az alsó részen a párt logójával és "Munkáspárt" felirattal. | 3:5   |
|        | 1999–2008           | A Fiatal Baloldal zászlaja                                     | Fehér színű zászló, középen a szervezet logójával. | 1:2   |
|        | 2000-es évek        | A Polgári körök zászlaja                                       | Három egyenlő szélességű piros, fehér és zöld színű vízszintes sáv, a fehér sáv közepén "Hajrá magyarok!" felirattal.                                                                    | 1:2   |
|        | 2004–2005           | A Magyar Jövő Csoport zászlaja                                 | Kilenc egyenlő szélességű piros és fehér színű vízszintes sáv (Árpád-sáv), középen fehér rombuszban zöld nyilaskereszttel, rajta egy fehér „H” rovásbetűvel ().                          | 1:2   |
|        | 2009–2014           | A Lehet Más a Politika zászlaja                                | Fehér színű zászló, középen a párt logójával. | 2:3   |
|        | 2013–2016           | A Párbeszéd Magyarországért zászlaja                           | Fehér színű zászló, középen a párt logójával. | 2:3   |

#### Szervezeti zászlók
| Zászló | Dátum        | Használat                                          | Leírás | Arány |
| ------ | ------------ | -------------------------------------------------- | --- | ----- |
|        | 1940–1944    | A miklósvári járási levente-parancsnokság zászlaja | Három egyenlő szélességű piros, fehér és zöld színű függőleges sávból álló, a rúd felőli oldalon piros, fehér és zöld színű éksorral (farkasfogakkal) szegélyezett zászló, közepén a leventemozgalom jelképével. A zászló piros sávjában zöld szegélyű fehér körben „Háromszék vm.” felirat és a vármegye címere, zöld sávjában piros szegélyű fehér körben „M. kir. miklósvár-i járás-i levente parancsnokság” felirat található. | ~ 1:2 |
|        | 1990-es évek | A Magyar Államvasutak zászlaja                     | Sárga színű zászló egy kék sávval a felső részen, a sárga sáv közepén a vállalat logójával. | 2:3   |
|        | 1990-es évek | A Magyar Államvasutak zászlaja                     | Sárga színű zászló egy kék sávval a felső részen, a sárga sáv közepén a vállalat logójával. | 3:2   |
|        | 1994–2003    | A Magyarországi Zászló Társaság zászlaja           | Hat egyenlő szélességű piros, fehér, zöld, sárga, fekete és kék színű függőleges sáv. | 2:3   |

#### Vállalati lobogók
| Zászló | Dátum                       | Használat                                           | Leírás | Arány |
| ------ | --------------------------- | --------------------------------------------------- | --- | ----- |
|        | 1960-as évek – 2000-es évek | A Magyar Hajózási Részvénytársaság (Mahart) lengője | Fehér színű lengő három egyenlő szélességű piros, fehér és zöld vízszintes sávval, a rúd felőli részen sötétkék színű, kötéllel körülfont kétkarú horgonnyal. | 3:5   |

#### Jacht klubok lobogói
| Zászló | Dátum                       | Használat | Leírás | Arány |
| ------ | --------------------------- | --- | --- | ----- |
|        | 1957 – 2000-es évek         | A Magyar Vitorlás Szövetség lobogója                                                                          | Piros színű zászló, középen egy fehér szegélyű zöld színű kereszttel. | 2:3   |
|        | 1960-as évek – 2000-es évek | A Velence-tavi Vízisport Szövetség lobogója                                                                   | Zöld színű zászló, a felsőszögben fehér mezőben egy piros színű átlós kereszttel. | 2:3   |
|        | 1867–1884                   | A Balaton-Füredi Yacht Egylet lobogója                                                                        | Piros színű zászló, a felsőszögben piros mezőben fehér szegélyű zöld színű szimmetrikus és átlós keresztek közepén a Szent Koronával.                                                                 | 2:3   |
|        | 1867–1884                   | A Balaton-Füredi Yacht Egylet lengője                                                                         | Piros színű lengő, középen egy fehér szegélyű zöld színű kereszt közepén a Szent Koronával. | 2:3   |
|        | 1867–1884                   | A Balaton-Füredi Yacht Egylet commodore-jának lengője                                                         | Piros színű fecskefarkas lengő, középen egy fehér szegélyű zöld színű kereszt közepén a Szent Koronával.                                                                                              | 2:3   |
|        | 1867–1884                   | A Balaton-Füredi Yacht Egylet vice-commodore-jának lengője                                                    | Piros színű fecskefarkas lengő, középen egy fehér szegélyű zöld színű kereszt közepén a Szent Koronával, valamint a felsőszögben egy fehér színű körrel.                                              | 2:3   |
|        | 1891–1918                   | A Császári és Királyi Jachtraj magyar vice commodore-jának lengője                                            | Fehér színű fecskefarkas lengő, középen egy zöld szegélyű piros színű kereszt közepén az osztrák császári koronával, valamint a felsőszögben a koronás kiscímerrel.                                   | 2:3   |
|        | 1891–1918                   | A Császári és Királyi Jachtraj magyar kontre commodore-jának lengője                                          | Fehér színű fecskefarkas lengő, középen egy zöld szegélyű piros színű kereszt közepén az osztrák császári koronával, valamint a felsőszögben egy fekete színű, kötéllel körülfont kétkarú horgonnyal. | 2:3   |
|        | 1891–1918                   | A Császári és Királyi Jachtraj magyar tiszteletbeli tagjainak, alapítóinak és első osztályú tagjainak lengője | Fehér színű lengő, középen egy zöld szegélyű piros színű kereszt közepén az osztrák császári koronával, valamint a felsőszögben a koronás kiscímerrel.                                                | 2:3   |
|        | 1891–1918                   | A Császári és Királyi Jachtraj magyar tagjainak lengője                                                       | Fehér színű lengő, középen egy zöld szegélyű piros színű kereszt közepén az osztrák császári koronával, valamint a felsőszögben egy fekete színű, kötéllel körülfont kétkarú horgonnyal.              | 2:3   |
|        | 1913–1948                   | A Királyi Magyar Yacht Club lengője                                                                           | Kék színű lengő, középen egy fehér színű kereszttel, valamint a felsőszögben a Szent Koronával. | 3:5   |

#### Zászlótervek
| Zászló | Dátum                                                        | Használat                                                      | Leírás | Arány |
| ------ | ------------------------------------------------------------ | -------------------------------------------------------------- | --- | ----- |
|        | 1794                                                         | Martinovics Ignác zászlóterve                                  | Három egyenlő szélességű zöld, piros és fehér színű vízszintes sáv.                                                                                    | 2:3   |
|        | 1941                                                         | Széll Sándor zászlóterve                                       | Hét egyenlő szélességű piros és fehér színű vízszintes sáv (Árpád-sáv).                                                                                | 1:2   |
| 1944   | A Szálasi-kormány zászlóterve („régi magyar nemzeti zászló”) |                                                                | Hét egyenlő szélességű piros és fehér színű vízszintes sáv (Árpád-sáv).                                                                                | 1:2   |
|        | 1949                                                         | Zászlóterv a Magyar Népköztársaság részére                     | Három egyenlő szélességű piros, fehér és zöld színű vízszintes sáv, középen egy sárga szegélyű vörös csillaggal.                                       | 2:3   |
|        | 1873                                                         | Altenburger Gusztáv zászlóterve az egyesített Budapest részére | Három egyenlő szélességű piros, sárga és égszínkék színű vízszintes sáv, a sárga sávban három egyenlő szélességű piros, fehér és zöld sávval.          | 2:3   |
|        | 1991                                                         | A Honvéd Folyami Flottilla díszhadilobogója                    | Piros és zöld színű éksorral (farkasfogakkal) szegélyezett fehér színű zászló, a rúd felőli részen a cserfa- és olajággal övezett koronás kiscímerrel. | 2:3   |